# Leeuwerenk

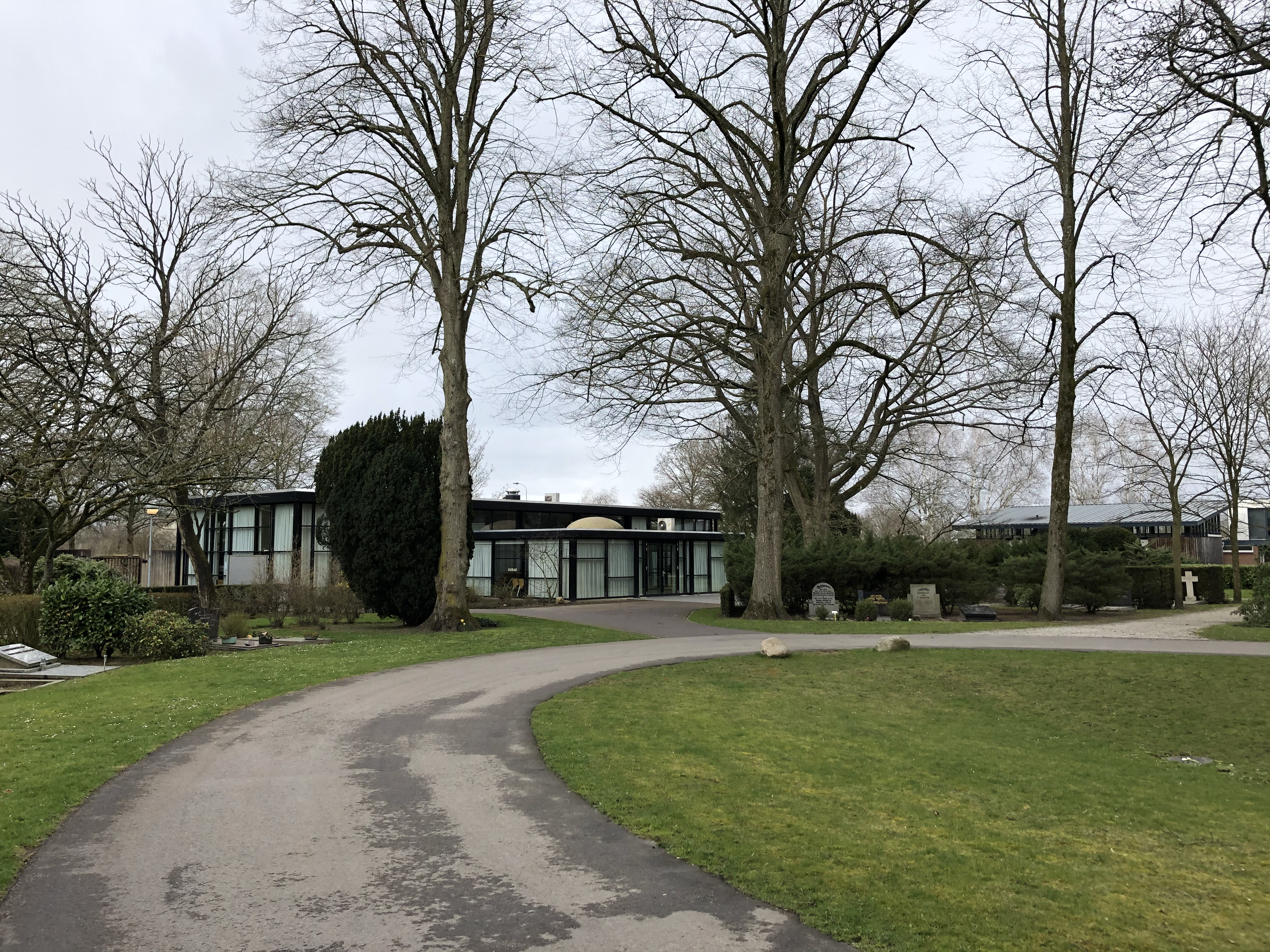
Entree van de begraafplaats

Leeuwerenk is de algemene begraafplaats van de Nederlandse gemeente Wageningen.
Leeuwerenk werd in 1901 aan de Oude Diedenweg aangelegd ter vervanging van de oude algemene begraafplaats aan de Generaal Foulkesweg. Bij de aanleg bestond de begraafplaats naast een algemeen gedeelte, tevens uit een katholiek, een protestants en een joods gedeelte, elk met eigen ingangen. De joodse begraafplaats werd in 1913 in gebruik genomen. Sinds 1940 is Leeuwerenk de enige nog gebruikte begraafplaats van Wageningen.

## Naam
De naam verwijst naar de geografische ligging, namelijk op de voormalige enk van de buurtschap Leeuwen. De naam werd omstreeks 2004 officieel vastgesteld.

## Bekende begravenen
- Jan Ritzema Bos
- Bernard Slicher van Bath
- August Falise
- Anna de Waal